# John Donald Garner
John Donald Garner CMG CVO (* 15. April 1931) ist ein britischer Diplomat.

## Leben
Als Botschafter war John Donald Garner 1981 von der Regierung Margaret Thatcher nach Afghanistan entsandt worden, er löste Norman Hillier-Fry ab. Seine Amtszeit, die bis 1984 ging, war zu der Zeit des Sowjetisch-afghanischen Krieges. Charles Drace-Francis wurde sein Nachfolger in Afghanistan. Anschließend ab 1984 war Garner als britischer Hochkommissar nach dem westafrikanischen Gambia, als Nachfolger von David Francis Battye Le Breton entsandt worden. Dort reichte seine Amtszeit bis 1987, er wurde von Alec Ibbott abgelöst.
Nach seiner Pensionierung als Botschafter wurde Garner von 1993 bis 2006 und ab 2008 als Direktor der The Green Freehold Limited ernannt.

## Familie
Garner ist der Sohn von Ronald Garner und Doris Ethel Garner (geb. Norton). Er ist mit Karen Maria Conway verheiratet und hat zwei Kinder.

## Auszeichnungen und Ehrungen
- 1979: Lieutenant des Royal Victorian Order (LVO)[1]
- 1988: Companion des Order of St Michael and St George (CMG)[1]
- 1991: Commander des Royal Victorian Order (CVO)[1]